# Melchior Lussi (politico)
Melchior Lussi, noto anche come Melchior Lussy (Stans, 1529 – Stans, 14 novembre 1606), è stato un politico e condottiero svizzero. Fu, assieme a Ludwig Pfyffer von Altishofen, l'uomo di stato di maggior rilievo in Svizzera nella seconda metà del XVI secolo ed ebbe un ruolo determinante nella riforma cattolica e nella controriforma.

## Biografia
Figlio di Johann Lussi, balivo di Engelberg, fratello di Wolfgang Lussi, abiatico del capostipite della famiglia Johann Lussi, e nipote di Arnold Lussi. Di religione cattolica, frequentò la scuola abbaziale di Engelberg. Influenzò fortemente la politica del canton Nidvaldo dal 1561 alla fine del secolo e occupò diverse importanti cariche: fu cancelliere tra il 1551 e il 1555, fu nominato undici volte Landamano tra il 1561 e il 1595, e fu il primo a essere nominato capitano generale di Obvaldo e Nidvaldo nel 1593.
Ricoprì diversi incarichi anche nella Svizzera italiana e all'estero. Nel 1544 apprese l'italiano presso lo zio Peter, balivo di Bellinzona, e in seguito fu interprete ufficiale del balivo di Locarno. Fu segretario di campo supremo al servizio della Francia nel 1554 e comandò la Guardia svizzera pontificia nella battaglia persa a Paliano nel 1557. Nel 1558 divenne balivo di Bellinzona e nel 1580 balivo di Lugano.  L'amicizia che lo univa a Carlo Borromeo, futuro arcivescovo di Milano, gli permise di avere accesso alle cerchie influenti dell'Italia settentrionale e di sottoscrivere un contratto con Venezia per il reclutamento di truppe mercenarie nel 1560.

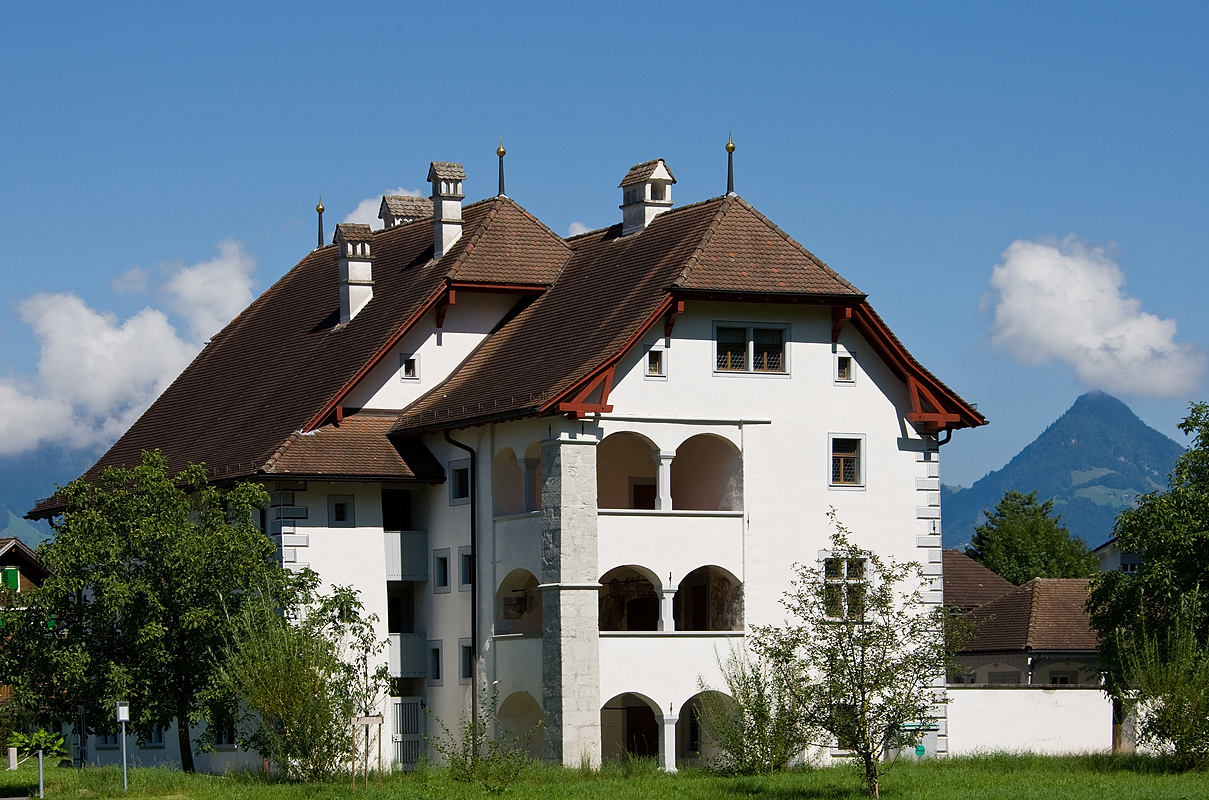
La casa Winkelried a Stans

Da colonnello degli Svizzeri al servizio di Venezia, beneficiò di pensioni che gli assicurarono prestigio e ricchezza: oltre ad alcune proprietà a Stans e Obbürgen, acquistò la casa Winkelried e la trasformò in un palazzo di rappresentanza in stile rinascimentale. Inviato dai cantoni cattolici al Concilio di Trento tra il 1562 e il 1563, svolse numerose missioni diplomatiche presso i papi: a Parigi nel 1582, per il rinnovo dell'alleanza con la Francia, a Madrid nel 1589, nella Savoia e a Firenze. Nel 1583 fu nominato cavaliere del Santo Sepolcro.
Si impegnò a favore della riforma cattolica, e nel 1582 accolse i cappuccini nel canton Nidvaldo e fondò il convento di Stans. In età matura volle ritirarsi a vita eremitica, ma la moglie e i parenti lo persuasero a mantenere le sue cariche. Nel 1586 fece costruire a Wolfenschiessen la cosiddetta Hechhuis (casa alta), una dimora signorile di campagna. Compì il pellegrinaggio a Gerusalemme nel 1583, su cui pubblicò un resoconto del viaggio, e in seguito quello a Santiago di Compostela nel 1590. Si sposò quattro volte: la prima con Katharina Amlehn, di Lucerna, la seconda con Marie Cleopha Zu Käs, di Lucerna, la terza con Anna Auf der Maur, di Svitto, e infine la quarta con Agatha Wingartner, di Stans. Colpito da apoplessia nel 1596, dovette ritirarsi dalla politica.